# ۱۹۲۶

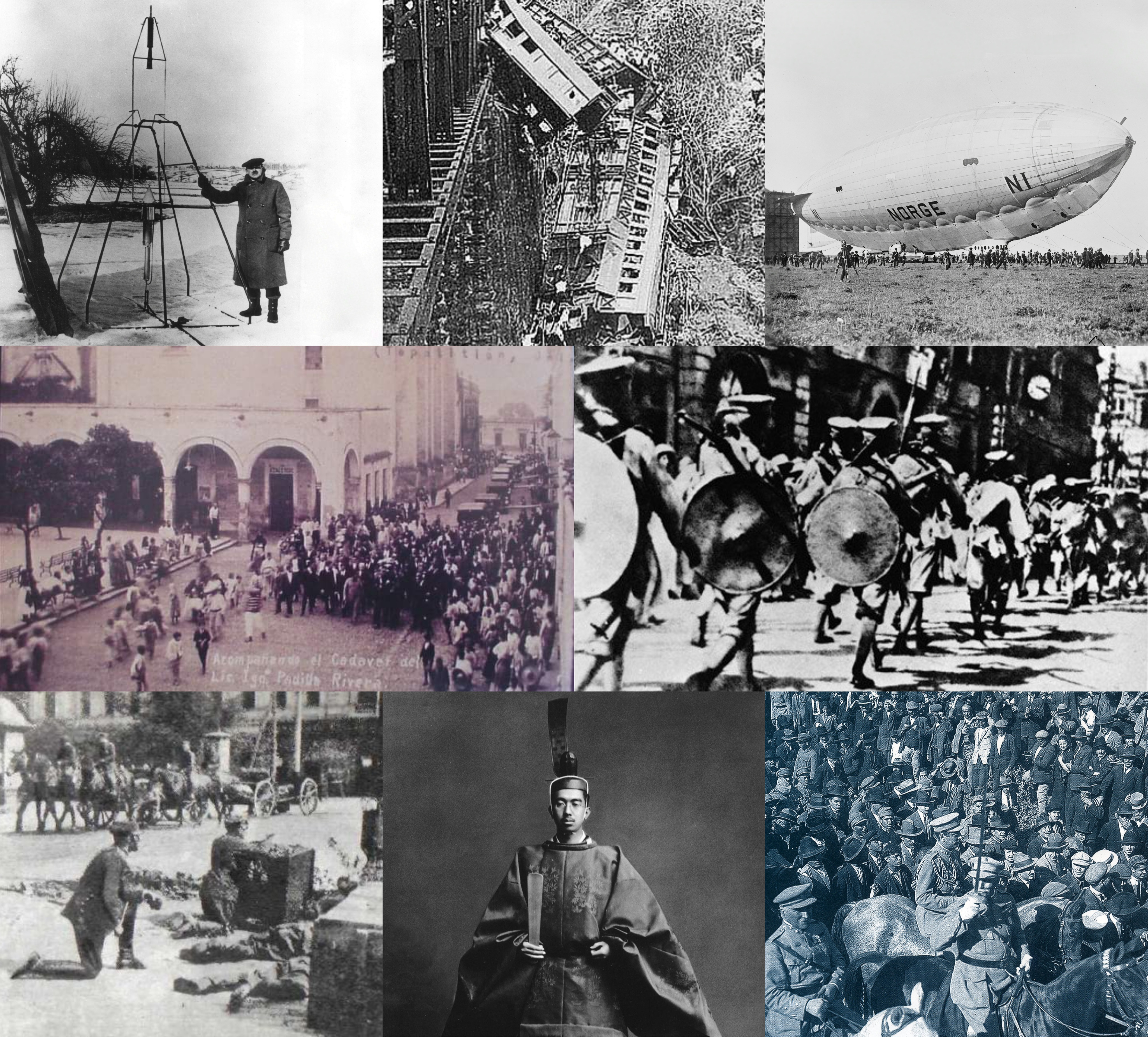

## رویدادها
- پل دیراک در این سال توانست یک فرمول‌بندی عمومی از مکانیک کوانتومی به دست آورد، که در هر دوی نظریات مکانیک ماتریسی هایزنبرگ و مکانیک موجی شرودینگر در حالتهای خاص صادق باشد.
- تشکیل تیم هاکی نیویورک رنجرز در شهر نیویورک در ایالات متحده آمریکا.

## زادروزها
- ۳ ژانویه – لزلی ویلسون، دوچرخه‌سوار اهل بریتانیا (د. ۲۰۰۶)
- ۱۱ ژانویه – لف دیومین، مهندس و فضانورد اهل شوروی (مرگ در ۱۹۹۸)
- ۱۲ ژانویه – ری پرایس (نوازنده)، موسیقی‌دان و خواننده آمریکایی (مرگ در ۲۰۱۳)
- ۱۴ ژانویه – تام ترایون، تهیه‌کننده، فیلمنامه‌نویس، بازیگر، و نویسنده آمریکایی (مرگ در ۱۹۹۱)
- ۱۹ ژانویه – فریتس ویور، بازیگر آمریکایی (مرگ در ۲۰۱۶)
- ۲۶ ژانویه – فرانکو ایونجلیس، آهنگساز ایتالیایی (مرگ در ۱۹۸۰)
- ۲۷ ژانویه – اینگرید تولین بازیگر سوئدی سینما (مرگ در ۷ ژانویه ۲۰۰۴)
- ۲۹ ژانویه – عبدالسلام فیزیکدان پاکستانی و برندهٔ جایزهٔ نوبل فیزیک در سال ۱۹۷۹ (مرگ در ۲۱ نوامبر ۱۹۹۶)
- ۲ فوریه – والری ژیسکار دستن، سیاست‌مدار فرانسوی (مرگ در ۲۰۲۰)
- ۱۰ فوریه – دنی بلنچ‌فلوور، بازیکن فوتبال بریتانیایی (مرگ در ۱۹۹۳)
- ۲۴ مارس – داریو فو، نویسنده، نمایشنامه‌نویس، طراح صحنه و کارگردان ایتالیایی (مرگ در ۲۰۱۶)
- ۳۰ مارس – اینگوار کامپراد بازرگان و کارآفرین سوئدی (مرگ در ۲۰۱۸)
- ۳۱ مارس – جان فاولز، نویسندهٔ بریتانیایی (مرگ در ۲۰۰۵)
- ۲۱ آوریل – تولد ملکه الیزابت دوم، ملکهٔ بریتانیای کبیر (مرگ در ۲۰۲۲)
- ۲۸ آوریل – هارپر لی، نویسنده آمریکایی (مرگ در ۲۰۱۶)
- ۲۱ مه – رابرت کریلی، شاعر آمریکایی (مرگ در ۲۰۰۵)
- ۲۶ مه – مایلز دیویس از نوازندگان معروف شیپور کلیددار (ترومپت) در آمریکا در سبک جاز (مرگ در ۲۸ سپتامبر ۱۹۹۱)
- ۲۹ مه – عبدالله واده، سیاست‌مدار سنگالی
- ۱ ژوئن – مریلین مونرو، بازیگر و ستاره آمریکایی (مرگ در ۵ اوت ۱۹۶۲)
- ۱۰ ژوئن – لایونل جفریس، فیلمنامه‌نویس، بازیگر، و کارگردان بریتانیایی (مرگ در ۲۰۱۰)
- ۲۸ ژوئن – مل بروکس، صداپیشه، ترانه‌سرا، آهنگساز، فیلمنامه‌نویس، بازیگر، کارگردان، و تهیه‌کننده آمریکایی
- ۲۹ ژوئن – جابر احمد الصباح، سیاست‌مدار کویتی (مرگ در ۲۰۰۶)
- ۹ ژوئیه – بن روی ماتلسن، فیزیک‌دان آمریکایی (مرگ در ۲۰۲۲)
- ۱۰ ژوئیه – فرد وین، بازیگر آمریکایی (مرگ در ۱۹۹۳)
- ۱۴ ژوئیه – هری دین استنتون، موسیقی‌دان، بازیگر، و خوانندهٔ آمریکایی (مرگ در ۲۰۱۷)
- ۱۹ ژوئیه – هلن گلگر، بازیگر آمریکایی
- ۱۳ اوت – فیدل کاسترو: رهبر انقلابی کوبا (مرگ در ۲۰۱۶)
- ۱۷ اوت – جیانگ زمین، سیاست‌مدار چینی (مرگ در ۲۰۲۲)
- ۱۵ سپتامبر – ژان-پیر سر، ریاضی‌دان فرانسوی
- ۲۶ سپتامبر – جولی لاندن، بازیگر و خواننده آمریکایی (مرگ در ۲۰۰۰)
- ۱۵ اکتبر - کارل ریشتر، موسیقی‌دان، نوازنده ارگان، نوازنده هارپسیکورد و رهبر ارکستر آلمانی (مرگ در ۱۹۸۱)
- ۱ نوامبر – بتسی پالمر، بازیگر آمریکایی (مرگ در ۲۰۱۵)
- ۷ نوامبر – جوان ساترلند، خواننده استرالیایی (مرگ در ۲۰۱۰)
- ۲۵ نوامبر – پول اندرسون، نویسنده آمریکایی (مرگ در ۲۰۰۱)
- ۹ دسامبر – هنری وی کندال، فیزیک‌دان آمریکایی (مرگ در ۱۹۹۹)
- ۲۲ دسامبر – آلچدس گیجیا، بازیکن فوتبال اهل اروگوئه (مرگ در ۲۰۱۵)
- ۲۳ دسامبر – رابرت بلای، زبان‌شناس، مترجم، نویسنده، و شاعر آمریکایی (مرگ در ۲۰۲۱)
- ۲۷ دسامبر – آدولف دشنواد، نقاش اهل فرانسه (ز. ۱۸۶۸)

روز نامشخص:
- معین بسیسو، شاعر فلسطینی (مرگ در ۲۳ ژانویهٔ ۱۹۸۴).
- سید محمدصادق حسینی روحانی، مرجع تقلید شیعه ایرانی (مرگ در ۲۰۲۲)

## مرگ‌ها
- ۲۷ مه - عبدالجواد ادیب نیشابوری - ادیب، شاعر، محقق و مدرس ایرانی
- ۵ دسامبر - کلود مونه نقاش فرانسوی و بنیانگذار امپرسیونیسم (دریافتگری)

تاریخ روز نامعلوم:
- ادوارد براون - خاورشناس بریتانیایی. (زادهٔ ۱۸۶۲)
- ۳۰ ژانویه – باربارا لا مار، بازیگر آمریکایی (زادهٔ ۱۸۹۶)
- ۲۱ فوریه – هایک کامرلینگ اونس، فیزیک‌دان هلندی (زادهٔ ۱۸۵۳)
- ۱۷ مارس – آلکسیس بروسیلوف، نظامی روسی (زادهٔ ۱۸۵۳)
- ۲۶ مارس – کنستانتین فرنباخ، سیاست‌مدار آلمانی (زادهٔ ۱۸۵۲)
- ۹ ژوئن – سنفرد دول، قاضی و سیاست‌مدار آمریکایی (زادهٔ ۱۸۴۴)
- ۱۰ ژوئن – آنتونی گادی، معمار اسپانیایی (زادهٔ ۱۸۵۲)
- ۱۴ ژوئن – مری کست، هنرمند و نقاش آمریکایی (زادهٔ ۱۸۴۴)
- ۲۶ ژوئیه – رابرت تاد لینکلن، وکیل و دیپلمات آمریکایی (زادهٔ ۱۸۴۳)
- ۲۳ اوت – رودولف والنتینو، بازیگر ایتالیایی (زادهٔ ۱۸۹۵)
- ۳۰ اوت – ادی لایونس، بازیگر و کارگردان آمریکایی (زادهٔ ۱۸۸۶)
- ۱۵ سپتامبر – رودولف کریستف یوکن، نویسنده و فیلسوف آلمانی (زادهٔ ۱۸۴۶)
- ۲۰ اکتبر – یوجین دبس، سیاست‌مدار آمریکایی (زادهٔ ۱۸۵۵)
- ۷ نوامبر – تام فرانک (هنرپیشه)، بازیگر و کارگردان آمریکایی (زادهٔ ۱۸۹۳)
- ۱۶ دسامبر – ویلیام لارند، سرباز و بازیکن تنیس آمریکایی (زادهٔ ۱۸۷۲)